# Jim Sheppard
Jim Sheppard (nacido el 8 de mayo de 1961) es un músico americano.
Es el bajista y fundador del grupo de metal progresivo Nevermore, y su predecesor, Sanctuary
Principalmente emplea bajos Musicman y amplificadores Ampeg SVT en sus presentaciones en vivo.
El y el cantante Warrel Dane son chefs y tienen en propiedad un restaurante en Seattle.

## Discografía

### Sanctuary
- Refuge Denied (1987)
- Into the Mirror Black (1989)
- Into the Mirror Live (1991)
- The Year the Sun Died (2014)

### Nevermore
- Nevermore (1995)
- In Memory (EP, 1996)
- The Politics of Ecstasy (1996)
- Dreaming Neon Black (1999)
- Dead Heart in a Dead World (2000)
- Enemies of Reality (2003, remezclado/remasterizado en 2005)
- This Godless Endeavor (2005)
- The Year of the Voyager (2008)
- The Obsidian Conspiracy (2010)